# Ivar Jacobson
Ivar Hjalmar Jacobson (Ystad, Švedska, 2. rujna 1939.) je švedski informatičar. Magistrirao je 1962. na elektrotehnici na Tehnološkom sveučilištu Chalmersu u Göteborgu. Doktorirao je 1985. godine na Kraljevskoj tehničkoj visokoj školi u Stockholmu na temi Language Constructs for Large Real Time Systems. Radio je u Ericssonu.
Studenoga 2009. je zajedno s Bertrandom Meyerom i Richardom Soleyem pokrenuo projekt SEMAT (eng. kratica za Software Engineering Method and Theory) radi pokušaja nalaženja stroge, teorijski jasne osnovice za programsko inženjerstvo, da bi ju prihvatila industrija i akademski krugovi.

## Djela
Objavio je nekoliko knjiga i članaka. Izbor: 
- 1992. Object-Oriented Software Engineering: A Use Case Driven Approach (ACM Press) Suautori: Magnus Christerson, Patrik Jonsson i Gunnar Overgaard. Addison-Wesley, 1992., ISBN 0-201-54435-0
- 1994. The Object Advantage: Business Process Reengineering With Object Technology (ACM Press). Suautori: M. Ericsson & A. Jacobson. Addison-Wesley, ISBN 0-201-42289-1
- 1997. Software Reuse: Architecture, Process, and Organization for Business Success (ACM Press). Suautori: Martin Griss i Patrik Jonsson. Addison-Wesley, 1997., ISBN 0-201-92476-5
- 1999. The Unified Software Development Process. Suautori: Grady Booch i James Rumbaugh. Addison-Wesley Professional, 1999, ISBN 0-201-57169-2
- 2004. The Unified Modeling Language Reference Manual (2. izdanje). Suautori: Grady Booch i James Rumbaugh. Addison-Wesley Professional, 2004., ISBN 0-321-24562-8
- 2004. Aspect-Oriented Software Development With Use Cases (Addison-Wesley Object Technology Series). Suautor: Pan-Wei Ng. Addison-Wesley, ISBN 0-321-26888-1
- 2005. The Unified Modeling Language User Guide (2. izdanje). With Grady Booch & James Rumbaugh. Addison-Wesley Professional, 2005., ISBN 0-321-26797-4

## Vanjske poveznice
- Ivar Jacobson
- Jacobsonov blog
- EssWork  Arhivirana inačica izvorne stranice od 1. veljače 2011. (Wayback Machine)